# Ischyropsalis strandi
Ischyropsalis strandi is een hooiwagen uit de familie Ischyropsalididae.